# Catarman (Northern Samar)
Catarman is een gemeente in de Filipijnse provincie Northern Samar op het eiland Samar. Bij de laatste census in 2007 had de gemeente ruim 81 duizend inwoners.

## Geografie

### Bestuurlijke indeling
Catarman is onderverdeeld in de volgende 55 barangays:
| - Acacia - Aguinaldo - Airport Village - Bangkerohan - Baybay - Bocsol - Cabayhan - Cag-abaca - Cal-igang - Calachuchi - Cawayan - Cervantes - Cularima - Daganas - Dalakit - Doña Pulqueria - Galutan - Gebalagnan - Gebulwangan | - General Malvar - Guba - Hinatad - Imelda - Ipil-ipil - Jose Abad Santos - Jose P. Rizal - Kasoy - Lapu-lapu - Libert - Libjo - Mabini - Mabolo - Macagtas - Mckinley - Molave - Narra - New Rizal | - Old Rizal - Paticua - Polangi - Quezon - Salvacion - Sampaguita - San Julian - San Pascual - Santol - Somoge - Talisay - Tinowaran - Trangue - UEP I - UEP II - UEP III - Washington - Yakal |

## Demografie
Catarman had bij de census van 2007 een inwoneraantal van 81.067 mensen. Dit zijn 13.396 mensen (19,8%) meer dan bij de vorige census van 2000. De gemiddelde jaarlijkse groei komt daarmee uit op 2,52%, hetgeen hoger is dan het landelijk jaarlijks gemiddelde over deze periode (2,04%). Vergeleken met de census van 1995 is het aantal mensen met 19.362 (31,4%) toegenomen.

De bevolkingsdichtheid van Catarman was ten tijde van de laatste census, met 81.067 inwoners op 464,43 km², 174,6 mensen per km².